# Calle Ecce Homo (Oviedo)
La calle Ecce Homo es una vía pública de la ciudad española de Oviedo.

## Descripción
La vía nace de la calle San Isidoro, donde esta confluye con Máximo y Fromestano, y discurre hasta llegar a San José. El título se debe a una representación de Jesucristo que habría habido en el antiguo postigo de San José. Aparece descrita en El libro de Oviedo (1887) de Fermín Canella y Secades con las siguientes palabras:

Ecce-Homo.—Por esta santa efigie colocada cerca del antiguo postigo de San José, y venerada y alumbrada por la devoción del vecindario, como sucedía en la Soledad, San Antonio, Jesús, etcétera.—Ent.: San Isidoro.—Conc.: San José.
(Canella y Secades, 1887, p. 112)